# 강성민 (배우)

강성민(康星民, 1979년 7월 23일 ~ )은 대한민국의 가수 출신 배우이다.
1997년 KBS 프로그램 《슈퍼 선데이》를 통해 연기자로 데뷔하였고 같은 해 1997년에서 이듬해 1998년까지 그룹 'Uno'의 멤버로 가수 활동을 한 적이 있으며 기존 이름이었던 강성민에서 강태성으로 개명하였다가 다시 본명으로 활동하고 있다. 2019년 6월 15일 배우 정아라와 결혼식을 올렸고 2020년 9월 9일 결혼 1년만에 득녀했다.

## 학력
- 서울장평초등학교(졸업)
- 다온중학교(졸업)
- 일산동고등학교(졸업)
- 서울예술대학교 방송연예과 전문학사(졸업)

## 출연작

### 드라마,시트콤
| 연도 | 방송사        | 제목                                                 | 역할               | 비고     |
| ---- | ------------- | ---------------------------------------------------- | ------------------ | -------- |
| 1997 | KBS2          | 슈퍼선데이 - 우리들의 이야기                         | 김군               |          |
| 1997 | KBS2          | 파랑새는 있다                                        | 김승철             | 64부작   |
| 1997 | KBS2          | 질주                                                 | 장한수             | 10부작   |
| 1997 | KBS1          | 용의 눈물                                            | 경녕군 이비        | 159부작  |
| 1997 | MBC           | 복수혈전                                             | 박달수             | 16부작   |
| 1998 | MBC           | 내일을 향해 쏴라                                     | 파슈               |          |
| 1998 | MBC           | 남자 셋 여자 셋                                      |                    | 525부작  |
| 1998 | SBS           | 바람의 노래                                          | 권태해             | 30부작   |
| 1998 | SBS           | 납량특선 8부작 - 공포의 눈동자                       | 김민우             | 8부작    |
| 1998 | SBS           | LA아리랑                                             |                    |          |
| 1999 | KBS2          | 광끼                                                 | 김우찬             | 36부작   |
| 1999 | MBC           | 점프                                                 | 강성민             | 164부작  |
| 2000 | MBC           | 가문의 영광                                          |                    | 60부작   |
| 2000 | MBC           | 느낌이 좋아                                          |                    | 178부작  |
| 2001 | MBC           | 내 마음의 보석상자                                   | 윤정현             | 160부작  |
| 2002 | MBC           | 황금마차                                             | 강준호             | 201부작  |
| 2002 | MBC           | 뉴 논스톱                                            |                    | 422부작  |
| 2002 | MBC           | 가화만사성                                           | 한수               |          |
| 2002 | KBS2          | KBS 드라마시티 - 아름다운 청춘                       | 한지태             | 1부작    |
| 2002 | KBS2          | 명성황후                                             | 의화군 의친왕 이강 | 124부작  |
| 2005 | KBS2          | KBS 드라마시티 - 프리지아, 곰인형, 핫초코, 그리고 .. | 윤재훈 / 박봉만    | 1부작    |
| 2007 | KBS1          | KBS HDTV 문학관 - 카스테라                           | 현우               | 1부작    |
| 2007 | KBS2          | KBS 드라마시티 - 이중장부 살인사건                   | 조민제             | 1부작    |
| 2007 | 수퍼 액션     | 도시괴담 데자뷰                                      | 류승우             |          |
| 2007 | SBS           | 그 여자가 무서워                                     | 하경표             | 127부작  |
| 2008 | KBS2          | 2008 전설의 고향 - 환향녀                            | 정율               | 1부작    |
| 2010 | KBS2          | 추노                                                 | 소현세자           | 24부작   |
| 2010 | SBS           | 당돌한 여자                                          | 왕세준             | 105부작  |
| 2011 | SBS           | 49일                                                 | 노경빈             | 20부작   |
| 2011 | OCN           | 신의 퀴즈 시즌 2                                     | 정인호             | 특별출연 |
| 2011 | SBS           | 뿌리깊은 나무                                        | 윤필               | 24부작   |
| 2012 | 채널A         | 해피앤드 101가지 부부이야기 - 당신이 잠든 사이에     | 이승우             | 1부작    |
| 2012 | JTBC          | 인수대비                                             | 채수               | 60부작   |
| 2012 | SBS           | 유령                                                 | 양승재             | 20부작   |
| 2012 | SBS 플러스    | 오마이갓 x2                                          | 강성민             |          |
| 2012 | MBC           | 무신                                                 | 원종               | 56부작   |
| 2012 | KBS1          | 힘내요 미스터 김                                     | 이호경             | 124부작  |
| 2013 | OCN           | 특수사건 전담반 TEN 시즌2                            | 도성규             | 9부작    |
| 2013 | KBS2          | 일말의 순정                                          | 두목               | 125부작  |
| 2013 | tvN           | 환상거탑                                             | 성태준             | 8부작    |
| 2013 | tvN           | 빠스껫 볼                                            | 오인수             | 18부작   |
| 2014 | SBS           | 잘 키운 딸 하나                                      | 김진철             | 122부작  |
| 2014 | OCN           | 귀신 보는 형사 처용                                  | 최용준             | 10부작   |
| 2014 | KBS2          | KBS 드라마 스페셜 - 괴물                             | 김현수             | 1부작    |
| 2014 | SBS           | 청담동 스캔들                                        | 복수호             | 119부작  |
| 2015 | KBS2          | 블러드                                               | 주인호             | 20부작   |
| 2015 | MBC           | 앵그리맘                                             | 정 검사            | 16부작   |
| 2015 | MBC           | 딱 너 같은 딸                                        | 강현우             | 120부작  |
| 2017 | SBS           | 피고인                                               | 윤태수             | 18부작   |
| 2017 | SBS           | 다시 만난 세계                                       | 박동석 / 제이슨 박 | 40부작   |
| 2017 | SBS           | 브라보 마이 라이프                                   | 김준호             | 56부작   |
| 2018 | SBS           | 리턴                                                 | 외제차 딜러        | 34부작   |
| 2018 | KBS1          | 비켜라 운명아                                        | 최시우 / 안시우    | 124부작  |
| 2019 | 올레TV 모바일 | 연남동 패밀리                                        | 정주동             | 8부작    |
| 2020 | KBS2          | 위험한 약속                                          | 최준혁             | 104부작  |
| 2021 | tvN           | 더 로드: 1의 비극                                    | 오장호             | 12부작   |
| 2024 | KBS2          | 미녀와 순정남                                        | 차봉수             | 50부작   |
| 2025 | KBS2          | 여왕의 집                                            | 황기만             | 100부작  |

### 영화
| 연도 | 제목          | 역할    | 비고 |
| ---- | ------------- | ------- | ---- |
| 2000 | 찍히면 죽는다 | 형준    |      |
| 2002 | 마법의 성     | 풍선 남 |      |
| 2004 | 천왕의 선물   |         |      |
| 2006 | 창공으로      | 임현    |      |

### 연극
- 2006년 《사춘기》 ... 최선규 역
- 2008년 《솔로의 단계》 ... 공봉호 역
- 2008년 《아벨만의 재판》 ... 아벨만 역
- 2009년 《마이 퍼스트 타임》 ... 남자 2역
- 2010년 《별궁의 노래》 ... 봉림대군 역

### 뮤직 비디오
- 1999년 조성모 - 불멸의 사랑
- 2006년 이문세 - 모르나요

### 텔레비전 프로그램
- 《쇼 뮤직탱크》(KMTV, 1997년)
- 《지구촌 영상 세계》(KBS2, 1997년)
- 《좋은 친구들》(SBS, 1997년)
- 《충전 100%쑈》(SBS, 1997년)
- 《서세원쇼》(KBS2, 1999년)
- 《결정! 인기가요 43》(KMTV, 2000년)
- 《3일간의 사랑》(경인방송, 2000년)
- 《자유선언 오늘은 토요일》(KBS2, 2000년)
- 《생방송 뮤직큐》(KMTV, 2001년)
- 《시네마 데이트》(KBS2, 2002년)
- 《슈퍼 TV 일요일은 즐거워》 〈출발 드림팀〉(KBS2, 2002년)
- 《스타골든벨》(KBS2, 2009년)
- 《켠김에 왕까지》(온게임넷, 2009년~2017년)
- 《퀴즈! 육감대결》(SBS, 2010년)
- 《스펀지 제로》(KBS2, 2011년)
- 《슈퍼 앱 코리아》(온게임넷, 2011년)
- 《더 체어 코리아 시즌 2》(KBS Joy, 2012년)
- 《좋은 아침》(SBS, 2013년)
- 《시청률의 제왕 시즌 2》(KBS W, 2014년)
- 《극한식탁》(O'live, 2019년)
- 《미스터리 음악쇼 복면가왕》(MBC, 2019년)

### 라디오 프로그램
- 《러브 게임》(SBS 파워FM, 2000년)

## 광고
- 1997년 아이비클럽
- 2002년 농심 감자빵마늘빵

## 앨범
- 《1집 YOU & OURS》 - 그룹 'Uno'(1997년).
  - 〈첫사랑〉
  - 〈Stress〉
  - 〈필연〉
  - 〈순정파의 눈물〉
  - 〈All Version Part 1〉
  - 〈슬픈 우리 젊은날〉
  - 〈훔쳐보기〉
  - 〈훔쳐보기 (House Version)〉
  - 〈순정파의 눈물 (House Version)〉
  - 〈All Version Part 2〉
- 《난중난색 (難中難色)》 - 그룹 'Uno' & 'Betty'(1997년).
  - 〈난중난색 1 (feat. 마이키 - 터보(멤버:김정남, 김종국, 마이키 전 멤버:곽승남)〉
  - 〈피터팬의 사랑〉
  - 〈White Christmas〉
  - 〈Stress X-mas〉
  - 〈Staris On 45 X-mas Medley〉
  - 〈디스켓의 비밀〉
  - 〈Can't Take My Eye's Off You〉
  - 〈Solo Christmas〉
  - 〈난중난색2 (feat. 마이키 - 터보(멤버:김정남, 김종국, 마이키 전 멤버:곽승남)〉
  - 〈징글벨〉
- 《 MBC 드라마 레디고 OST 》(1997년)
  - 〈레디 고(ver.I 보사 & Rock) - 김돈규〉
  - 〈미분 - 김돈규〉
  - 〈예정된 이별 - 김돈규〉
  - 〈만가지의 시 - Uno〉
  - 〈Sad Theme (Piano Solo)〉
  - 〈다시 한번 기억해줘 - 김돈규〉
  - 〈Love For You - 원빈〉
  - 〈언젠가 - 윤손하〉
  - 〈Baby - 강은수〉
  - 〈레디 고(Ver.II Funk) - 김돈규〉
- 《 원빈,윤손하 - 《 예정된 이별 》(1998년) 》
  - 〈Love For You - 원빈〉
  - 〈만가지의 시 - Uno〉
  - 〈예정된 이별 - 윤손하,원빈〉
  - 〈Baby - 강은수〉
  - 〈설레임 (Funky Version)〉
  - 〈언젠가 - 윤손하〉
  - 〈다시한번 기억해줘 - 김기하〉
  - 〈미분 - 김돈규〉
  - 〈설레임 (Vosa+Rock Version) - 김돈규〉
  - 〈Sad Theme (Piano Solo)〉

## 수상 및 후보
| 연도 | 시상식       | 부문                           | 작품          | 결과 |
| ---- | ------------ | ------------------------------ | ------------- | ---- |
| 2014 | SBS 연기대상 | 장편드라마부문 남자 우수연기상 | 청담동 스캔들 | 후보 |
| 2015 | MBC 연기대상 | 연속극부문 베스트 남자 조연상  | 딱 너 같은 딸 | 후보 |

## 같이 보기
허강조류
- 허준
- 조현민
- 류경진

Uno
- 김형철
- 장신민